# ليتورال
نادي ليتورال الرياضي (بالإسبانية: Club Deportivo Litoral)‏ نادي كرة قدم بوليفي يلعب في دوري المحترفين ويقع مقره في كوتشابامبا.